# ديوان اللزوميات
ديوان اللزوميات أشهر مؤلفات المعري في الشعر، وهو يعتبر سجلا حافلا لآراء الشاعر ونظرياته في نواحي الحياة المختلفة. 
جاء الكتاب في فن من فنون الشعر يعرف بـ(لزوم ما لا يلزم)، وهو أن يلتزم الشاعر بالإتيان بحرف قبل حرف القافية الذي يجب الالتزام به، كالراء التي قبل القاف في قول صفي الدين الحلي:
يا سادة مذ سغت عن بابهم قدمي..... زلت و ضاقت بي الأمصار و الطرُقُ
و دوحة الشعر مذ فارقتُ مجدكم.... قد أصبحتْ بهجير الهجر تخترقُ
قد حارب الصبر و السلوان بعدكم..... قلبي و صالح طرفي الدمع و الأرَقُ
و هكذا و قد تكون أكثر مثل (ضرائرهم، سرائرهم، حرائرهم.....).
و لهذا فإنه يحتاج إحاطة واسعة الألفاظ و معاني و تكثير المفردات.

## اقرأ أيضاً
- سقط الزند